# Aso (1944)
El Aso (阿蘇?) fue un portaaviones inconcluso de la Clase Unryū, el quinto de la serie. 

## Historial
Al igual que su gemelo Katsuragi, fue equipado con la planta motriz de un destructor, en lugar de con la de un crucero, como el resto de buques de la clase. En enero de 1945, al 60% de su finalización, cesaron los trabajos de construcción.
El 24 de julio de 1945, el casco del Aso fue dañado por un ataque aéreo en Kure, y fue posteriormente empleado para experimentar cabezas explosivas para armas suicidas. Fue desguazado en 1947 en Sasebo.